# Humberto Carrillo
Humberto Garza Carrillo (Monterrey, 20 de outubro de 1995) é um lutador profissional mexicano. Ele trabalha atualmente para a WWE, onde atua na marca SmackDown sob o nome de ringue Berto (abreviação de seus nomes anteriores, Humberto Carrillo e Humberto). Ele é um dos membros de Los Garza, juntamente com seu primo Angel. Ele também faz parte do Legado Del Fantasma. Anteriormente, lutou no México sob o nome de ringue Último Ninja. Ele é um lutador de terceira geração, sendo filho de Humberto Garza Jr., neto de Humberto Garza e sobrinho de Héctor Garza.

## Carreira na luta livre profissional

### Início de carreira (2012–2018)
Em 16 de dezembro de 2012, Carrillo iniciou sua carreira no wrestling profissional como Último Ninja ao lutar no Wrestling in Monterrey, onde fez equipe com El Ninja Jr. e venceram Genocida e The Beast. Último Ninja continuaria a lutar no México pelos próximos seis anos em diversas promoções de wrestling, incluindo Casanova Pro, Nueva Generacion Xtrema, Lucha Libre Del Norte, Lucha Libre Azteca, The Crash Lucha Libre, Chilanga Mask, Empresa Regiomontana de Lucha Libre, RIOT Wrestling Alliance, Promociones MDA, entre outras. Durante sua carreira no México, Último Ninja conquistou diversos campeonatos, incluindo o Campeonato de Duplas da PCLL, o Campeonato de Duplas da LyC, o Campeonato de Duplas do The Crash e o Campeonato Mundial de Pesos-Médios da WWA. Último Ninja também competiu em promoções como Pro Wrestling Noah, Baja Stars USA, Martinez Entertainment Lucha Libre Mexicana e Major League Wrestling.

### WWE (2018–presente)

#### NXT e 205 Live (2018–2019)
Em 23 de agosto de 2018, Humberto Carrillo começou a competir para a WWE e assinou seu contrato oficial em 18 de outubro de 2018, junto com outros recrutas. Antes disso, Carrillo havia feito uma aparição na edição de 19 de setembro do NXT, onde enfrentou Jaxson Ryker, mas foi derrotado.
Na edição de 5 de dezembro do NXT, Carrillo fez seu retorno televisivo quando fez equipe com Raul Mendoza em uma luta contra Steve Cutler e Wesley Blake, do The Forgotten Sons, mas acabou perdendo. Na edição de 16 de janeiro de 2019 do NXT, Carrillo competiu contra Johnny Gargano, mas foi derrotado.
Na edição de 15 de janeiro de 2019 do 205 Live, Carrillo fez sua estreia no plantel principal quando respondeu ao desafio aberto do campeão dos pesos-médios da WWE, Buddy Murphy, em uma luta que ele perdeu. Apesar disso, o gerente geral Drake Maverick revelou após o show que Carrillo havia se juntado ao plantel do 205 Live e competiria no Torneio WWE Worlds Collide durante o Royal Rumble Axxess. No evento, ele derrotou Zack Gibson na primeira rodada, antes de ser derrotado por Velveteen Dream nas quartas de final. Na semana seguinte, Carrillo conquistou sua primeira vitória na marca ao derrotar Gran Metalik. Em 5 de fevereiro de 2019, Carrillo competiu em uma luta fatal four-way de eliminação para determinar quem desafiaria Buddy Murphy pelo Campeonato dos Pesos-Médios da WWE no Elimination Chamber, mas Carrillo perdeu a luta. Em 27 de agosto de 2019, Carrillo derrotou Oney Lorcan para garantir uma oportunidade pelo título contra Drew Gulak pelo Campeonato dos Pesos-Médios da WWE no Clash of Champions. No evento, ele foi derrotado por Gulak em uma luta triple threat que também envolveu Lince Dorado.

#### Estreia no plantel principal (2019–2021)
Em outubro de 2019, foi anunciado que, como parte do draft de 2019, Carrillo foi transferido para a marca Raw, onde recebeu um grande push, incluindo uma luta de duplas com o ex-lutador de MMA Cain Velasquez em seu país natal, o México. Carrillo fez sua estreia no episódio de 21 de outubro, perdendo para o campeão universal da WWE, Seth Rollins, e teve duas lutas individuais contra o campeão dos Estados Unidos da WWE, AJ Styles, no Raw e no Crown Jewel. Carrillo conquistaria sua primeira vitória no plantel principal, fazendo equipe com Ricochet e Randy Orton para derrotar The O.C. (AJ Styles, Karl Anderson e Luke Gallows), fazendo o pin em Styles. Isso garantiria a Carrillo uma chance pelo título contra Styles, mas ele foi atacado pelo The O.C. antes da luta. No episódio de 16 de dezembro do Raw, Carrillo competiu em uma luta gauntlet para determinar o próximo desafiante ao Campeonato dos Estados Unidos, mas foi derrotado por Andrade após não conseguir continuar devido a um DDT no piso de concreto, o que o deixaria fora de ação por várias semanas. Ele retornaria no episódio de 20 de janeiro de 2020 do Raw, salvando Rey Mysterio de um ataque de Andrade, configurando assim uma luta entre Carrillo e Andrade pelo Campeonato dos Estados Unidos no Royal Rumble. No entanto, Andrade conseguiu reter o título. Em uma revanche na noite seguinte, no Raw, a manager de Andrade, Zelina Vega, interferiu e fez com que Andrade fosse desqualificado. Como o título não muda de mãos por desqualificação, Carrillo não conquistou o Campeonato dos Estados Unidos. Após isso, Carrillo explodiu de raiva e aplicou o próprio movimento Hammerlock DDT de Andrade no concreto exposto, resultando em Andrade sendo (kayfabe) retirado da programação devido a uma lesão.
Após isso, Carrillo começou uma rivalidade com seu primo de verdade, Angel Garza, que foi apresentado por Zelina Vega como seu novo protegido e acabou sendo atacado por Carrillo no episódio de 3 de fevereiro de 2020 do Raw. Isso configurou uma luta entre os dois no WWE Super ShowDown, onde Carrillo foi derrotado por Garza. No episódio de 2 de março de 2020 do Raw, Carrillo fez equipe com Rey Mysterio e juntos eles derrotaram Andrade e Garza, com Carrillo fazendo o pin em Andrade, garantindo assim uma oportunidade pelo Campeonato dos Estados Unidos no Elimination Chamber. No evento, Carrillo não conseguiu conquistar o Campeonato dos Estados Unidos de Andrade. No episódio de 4 de maio de 2020 do Raw, Carrillo participou de uma luta gauntlet de última chance para determinar o último competidor na luta de escadas Money in the Bank, onde entrou como o quinto competidor. Ele derrotou Bobby Lashley por desqualificação, Ángel Garza e Austin Theory, mas foi derrotado por AJ Styles, que fez seu retorno.
Carrillo então começou uma rivalidade com Seth Rollins depois que ele feriu seu amigo Rey Mysterio, desafiando o discípulo de Rollins, Murphy, para uma luta no episódio de 18 de maio do Raw, onde Carrillo foi derrotado. No episódio de 25 de maio do Raw, Carrillo fez equipe com Aleister Black, mas ambos foram derrotados por Murphy e Austin Theory, com Theory fazendo o pin em Carrillo. Na semana seguinte, Carrillo acompanhou Black em sua luta contra Rollins, onde Black foi vitorioso. Após a luta, Black e Carrillo foram atacados por Rollins, Murphy e Theory, e ambos receberam um Stomp. No episódio de 29 de junho do Raw, Carrillo fez equipe novamente com Aleister Black, mas foram derrotados por Rollins e Murphy. Após a luta, Rollins e Murphy atacaram Carrillo e Black, e Rollins finalizou com um Stomp em Carrillo nas escadas de metal. No episódio de 27 de julho do Raw, Carrillo fez seu retorno e enfrentou Murphy, mas foi derrotado. No episódio de 21 de setembro do Raw, Carrillo fez equipe com Dominik Mysterio e lutou contra Andrade, Ángel Garza, Seth Rollins e Murphy em uma luta triple threat de duplas para uma futura oportunidade pelo Campeonato de Duplas do Raw, mas foram derrotados. Duas semanas depois, no Raw, Carrillo novamente fez equipe com Mysterio e enfrentou Rollins e Murphy, mas novamente perdeu. Após isso, Carrillo passou a lutar exclusivamente no Main Event pelos próximos meses.
Carrillo retornou à televisão no episódio de 9 de abril de 2021 do SmackDown, participando do André the Giant Memorial Battle Royal, mas não conseguiu vencer. No episódio de 19 de abril do Raw, Carrillo aceitou o desafio aberto de Sheamus pelo Campeonato dos Estados Unidos, no entanto, foi brutalmente atacado por Sheamus antes que a luta começasse. Na semana seguinte, Carrillo atacou Sheamus como vingança pelo que ele havia feito. Carrillo enfrentaria Sheamus novamente no episódio de 10 de maio do Raw, mas a luta foi interrompida pelo árbitro após Carrillo sofrer uma lesão no joelho. No episódio de 5 de julho do Raw, foi anunciado que Carrillo enfrentaria Sheamus pelo título dos Estados Unidos no episódio seguinte, uma luta que Carrillo acabou perdendo.

#### Los Lotharios/Los Garza; Legado Del Fantasma (2021–presente)
No episódio de 20 de setembro de 2021 do Raw, Carrillo formou uma dupla com seu primo Ángel Garza, marcando sua primeira virada para heel em sua carreira. Na semana seguinte, no Raw, Carrillo ajudou Garza a derrotar Erik usando táticas desleais, consolidando sua mudança. Como parte do Draft de 2021, Carrillo e Garza foram transferidos para a marca SmackDown. No episódio de 5 de novembro de 2021 do SmackDown, a dupla foi nomeada Los Lotharios, com ambos os lutadores encurtando seus nomes no ringue, sendo agora anunciados como Humberto e Ángel.
Como parte do Draft da WWE de 2023, Humberto, junto com Ángel, foi transferido para a marca Raw. Humberto e Ángel retornaram no episódio de 13 de junho de 2023 do NXT, atacando Axiom e Scrypts. Mais tarde no programa, eles foram entrevistados e disseram que queriam competir na divisão de duplas do NXT, enquanto Malik Blade e Edris Enofe, Josh Briggs e Brooks Jensen, e Hank Walker e Tank Ledger brigavam no ringue. No dia 11 de julho, o nome de ringue de Humberto foi revertido para Humberto Carrillo. Na semana seguinte, Carrillo e Garza fizeram seu retorno ao ringue da marca Raw, mas foram derrotados por Dragon Lee e Nathan Frazer. Após a luta, Carrillo e Garza discutiram entre si. Los Lotharios retornaram ao plantel principal no episódio de 22 de dezembro do SmackDown, como homens mascarados, para ajudar Santos Escobar a derrotar Bobby Lashley nas semifinais do torneio para determinar o desafiante Nº1 pelo Campeonato dos Estados Unidos, aliando-se com Escobar no processo. No episódio de 19 de janeiro de 2024 do SmackDown, o recém-reformado Legado Del Fantasma derrotou o Latino World Order composto por Carlito, Joaquin Wilde e Cruz Del Toro em uma luta de trios. Em 2 de fevereiro, o nome de ringue de Carrillo foi encurtado para Berto. No episódio de 15 de novembro do SmackDown, o campeão dos Estados Unidos, LA Knight, anunciou um desafio aberto pelo título, que foi aceito pelo Legado Del Fantasma. Knight então deu a oportunidade para Berto, mas ele falhou em conquistar o título.

## Vida pessoal
Carrillo é primo de Ángel Garza, sobrinho de Héctor Garza, neto de Humberto Garza, filho de Humberto Garza Jr., sobrinho-neto de Mario Segura, segundo primo de Máscara Púrpura, segundo primo de El Ninja Jr. e primo de El Sultán. Em 11 de abril de 2019, Carrillo ficou noivo de sua namorada Tania Ramirez. Em 27 de julho de 2019, Carrillo se casou com Ramirez.

### Árvore genealógica Solano/Segura
† = falecido
|                |                |                |                |                |                |  |  |                    |                    |                    |                    |                    |                    |  |  |                  |                  |                  |                  |                        |                        |                        |                        |                        |                        |           |           |              |              |              |              |              |              |  |  |                        |                        |                        |                        |                        |                        |  |  |  |  |  |  |  |  |  |  |  |  |
|                |                |                |                |                |                |  |  |                    |                    |                    |                    |                    |                    |  |  |                  |                  |                  |                  |                        |                        |                        |                        |                        |                        |           |           |              |              |              |              |              |              |  |  |                        |                        |                        |                        |                        |                        |  |  |  |  |  |  |  |  |  |  |  |  |
|                |                |                |                |                |                |  |  | Humberto Garza †   | Humberto Garza †   | Humberto Garza †   | Humberto Garza †   | Humberto Garza †   | Humberto Garza †   |  |  |                  |                  |                  |                  | Garza não identificado | Garza não identificado | Garza não identificado | Garza não identificado | Garza não identificado | Garza não identificado |           |           | Mario Segura | Mario Segura | Mario Segura | Mario Segura | Mario Segura | Mario Segura |  |  | Garza não identificado | Garza não identificado | Garza não identificado | Garza não identificado | Garza não identificado | Garza não identificado |  |  |  |  |  |  |  |  |  |  |  |  |
|                |                |                |                |                |                |  |  | Humberto Garza †   | Humberto Garza †   | Humberto Garza †   | Humberto Garza †   | Humberto Garza †   | Humberto Garza †   |  |  |                  |                  |                  |                  | Garza não identificado | Garza não identificado | Garza não identificado | Garza não identificado | Garza não identificado | Garza não identificado |           |           | Mario Segura | Mario Segura | Mario Segura | Mario Segura | Mario Segura | Mario Segura |  |  | Garza não identificado | Garza não identificado | Garza não identificado | Garza não identificado | Garza não identificado | Garza não identificado |  |  |  |  |  |  |  |  |  |  |  |  |
|                |                |                |                |                |                |  |  |                    |                    |                    |                    |                    |                    |  |  |                  |                  |                  |                  |                        |                        |                        |                        |                        |                        |           |           |              |              |              |              |              |              |  |  |                        |                        |                        |                        |                        |                        |  |  |  |  |  |  |  |  |  |  |  |  |
|                |                |                |                |                |                |  |  |                    |                    |                    |                    |                    |                    |  |  |                  |                  |                  |                  |                        |                        |                        |                        |                        |                        |           |           |              |              |              |              |              |              |  |  |                        |                        |                        |                        |                        |                        |  |  |  |  |  |  |  |  |  |  |  |  |
| Héctor Garza † | Héctor Garza † | Héctor Garza † | Héctor Garza † | Héctor Garza † | Héctor Garza † |  |  | Humberto Garza Jr. | Humberto Garza Jr. | Humberto Garza Jr. | Humberto Garza Jr. | Humberto Garza Jr. | Humberto Garza Jr. |  |  | Não identificado | Não identificado | Não identificado | Não identificado | Não identificado       | Não identificado       |                        |                        | Ninja Jr.              | Ninja Jr.              | Ninja Jr. | Ninja Jr. | Ninja Jr.    | Ninja Jr.    |              |              |              |              |  |  | Máscara Púrpura        | Máscara Púrpura        | Máscara Púrpura        | Máscara Púrpura        | Máscara Púrpura        | Máscara Púrpura        |  |  |  |  |  |  |  |  |  |  |  |  |
| Héctor Garza † | Héctor Garza † | Héctor Garza † | Héctor Garza † | Héctor Garza † | Héctor Garza † |  |  | Humberto Garza Jr. | Humberto Garza Jr. | Humberto Garza Jr. | Humberto Garza Jr. | Humberto Garza Jr. | Humberto Garza Jr. |  |  | Não identificado | Não identificado | Não identificado | Não identificado | Não identificado       | Não identificado       |                        |                        | Ninja Jr.              | Ninja Jr.              | Ninja Jr. | Ninja Jr. | Ninja Jr.    | Ninja Jr.    |              |              |              |              |  |  | Máscara Púrpura        | Máscara Púrpura        | Máscara Púrpura        | Máscara Púrpura        | Máscara Púrpura        | Máscara Púrpura        |  |  |  |  |  |  |  |  |  |  |  |  |
| El Sultán      | El Sultán      | El Sultán      | El Sultán      | El Sultán      | El Sultán      |  |  | Humberto Carrillo  | Humberto Carrillo  | Humberto Carrillo  | Humberto Carrillo  | Humberto Carrillo  | Humberto Carrillo  |  |  | Angel Garza      | Angel Garza      | Angel Garza      | Angel Garza      | Angel Garza            | Angel Garza            |                        |                        |                        |                        |           |           |              |              |              |              |              |              |  |  |                        |                        |                        |                        |                        |                        |  |  |  |  |  |  |  |  |  |  |  |  |

## Outras mídias
YouTube
Em 31 de janeiro de 2020, Carrillo, juntamente com sua esposa Tania, lançou seu próprio canal no YouTube.
Videogame
Carrillo fez sua estreia nos videogames como personagem jogável no WWE 2K20 e posteriormente apareceu no WWE 2K Battlegrounds, WWE 2K22, WWE 2K23, WWE 2K24 e, mais recentemente, no WWE 2K25.

## Títulos e prêmios

Berto (esquerda) e seu primo Angel (direita), que formam a dupla Los Garzas, como campeões mundiais de duplas da AAA.

- Casanova Pro/Producciones Casanova
  - PCLL Tag Team Championship (1 vez) –  com Epidemius[41]
- Llaves y Candados
  - LyC Tag Team Championship (1 vez) – com Garza Jr.[42]
  - WWA World Middleweight Championship (1 vez)[43]
- Lucha Libre AAA Worldwide
  - AAA World Tag Team Championship (1 vez) – com Angel[44]
- Pro Wrestling Illustrated
  - PWI o colocou na #91ª posição dos 500 melhores lutadores individuais no PWI 500 em 2020[45]
- The Crash Lucha Libre
  - The Crash Tag Team Championship (1 vez) – com Garza Jr.[46]